# Football Club Den Bosch 2010-2011

## Rosa
| N. |                        | Ruolo | Calciatore         |
| -- | ---------------------- | ----- | ------------------ |
| 1  | Belgio (bandiera)      | P     | Bruno Appels       |
| 2  | Paesi Bassi (bandiera) | D     | Kees van Buuren    |
| 3  | Paesi Bassi (bandiera) | D     | Daan van Dinter    |
| 4  | Paesi Bassi (bandiera) | D     | Jordens Peters     |
| 5  | Paesi Bassi (bandiera) | D     | Tim Hofstede       |
| 6  | Paesi Bassi (bandiera) | C     | Steef Nieuwendaal  |
| 7  | Paesi Bassi (bandiera) | C     | Mohamed El Makrini |
| 8  | Paesi Bassi (bandiera) | A     | Diego Karg         |
| 10 | Paesi Bassi (bandiera) | C     | Niels Vorthoren    |
| 11 | Paesi Bassi (bandiera) | A     | Danny Verbeek      |

| N. |                        | Ruolo | Calciatore          |
| -- | ---------------------- | ----- | ------------------- |
| 12 | Paesi Bassi (bandiera) | A     | Tom van Weert       |
| 13 | Paesi Bassi (bandiera) | D     | Mike Scholten       |
| 14 | Paesi Bassi (bandiera) | C     | Hasan Kiliç         |
| 15 | Paesi Bassi (bandiera) | A     | Ronnie Reniers      |
| 17 | Paesi Bassi (bandiera) | C     | Paco van Moorsel    |
| 18 | Israele (bandiera)     | C     | Samuel Scheimann    |
| 19 | Paesi Bassi (bandiera) | D     | Theo Lucius         |
| 20 | Paesi Bassi (bandiera) | A     | Istvan Bakx         |
| 21 | Paesi Bassi (bandiera) | C     | Wilmer Kousemaker   |
| 22 | Paesi Bassi (bandiera) | C     | Joep van Geelkerken |
| 25 | Marocco (bandiera)     | P     | Brahim Zaari        |